# Tiếng Montenegro

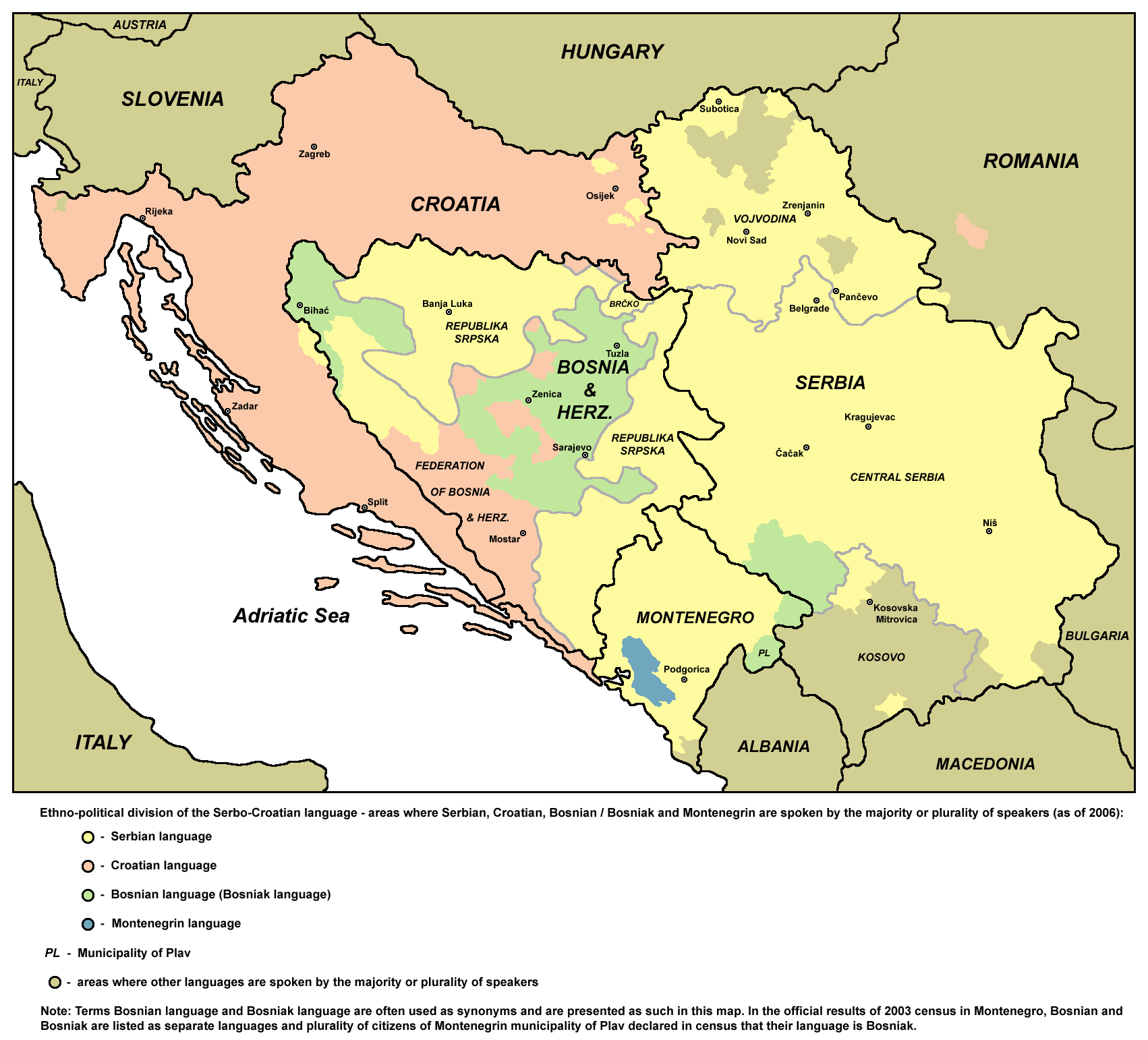
Khu vực màu xanh lavender nơi đa số người trả lời rằng họ nói tiếng Montenegro theo điều tra năm 2003 ở Montenegro

Tiếng Montenegro (crnogorski jezik, црногорски језик) là một ngôn ngữ Serbia-Croatia nói bởi người Montenegro, nó cũng chỉ đến một dạng chuẩn hóa còn phôi thai của phương ngữ Serbia-Croatia Shtokavia được sử dụng như là ngôn ngữ chính thức của Montenegro. Tiểu phương ngữ Shtokavia cũng là cơ sở của các ngôn ngữ tiêu chuẩn Croatia, Bosnia, Serbia, vì vậy tất cả đều thông hiểu lẫn nhau và là một ngôn ngữ đơn lẻ bởi tiêu chuẩn đó, mặc dù mỗi quốc gia có bản chuẩn hóa riêng biệt.
Tiếng Montenegro trở thành ngôn ngữ chính thức của Montenegro với việc phê chuẩn một hiến pháp mới vào 22 tháng 10 năm 2007 . Tiếng chuẩn Montenegro là vẫn đang nổi lên. Phép chính tả của nó được phê chuẩn vào ngày 10 tháng 7 năm 2009, với sự bổ sung của hai chữ cái Ś và Ź (chữ Kirin: Ć và З́), mặc dù ngữ pháp và chương trình giảng dạy vẫn chưa được phê chuẩn.